# 地圖工作室
地圖工作室（日语：スタジオ地図）是日本一家動畫製作公司，由細田守和齋藤優一郎於2011年4月成立:23，至今發表的四部作品皆入圍日本電影學院獎最佳動畫片獎，並有三部勝出。第四部作品《龍與雀斑公主》也成為第一個獲頒盧卡諾影展2021年新設立獎項「盧卡諾兒童獎」的電影，亦是第45屆日本電影學院獎的最優秀音樂獎得主。公司的Logo是細田守作品《跳躍吧！時空少女》（2006年）主角的剪影。
除了創作動畫電影之外，地圖工作室的業務也包含動畫作品的影視產品、CD唱片、相關周邊書籍的出版行銷、製作商業廣告。

## 名稱由來
細田守創建工作室的同時，親自命名工作室的名稱，他說明《地圖》這個名字包含了「電影中還沒有描繪的白地圖無限延伸。想一邊挑戰一邊製作電影，找到新的大陸，在那裡畫一條線，一個一個地畫一個新的地圖」的想法。與此同時為了表現面向未來的挑戰精神，他最終選用《跳躍吧！時空少女》的主人公紺野真琴的剪影，作為工作室的標誌圖案。

## 經營方針
根據細田守所稱，創建地圖工作室，是為了讓他能夠製作他想製作的電影。工作室最初成立的目的，是為了製作《狼的孩子雨和雪》，作為團隊的基礎工作室。
齋藤優一郎在訪談中稱道：「每一部電影都是一個競爭的世界，每次製作電影，都是把這當作最後的作品來制作的。為了比以往更有主體性和責任，誠實地面對電影和觀眾，細田導演認為，我們需要一個地方來製作我們自己的電影，即便它很小，也不是借用別人的屋簷」。為此不打算仿效其他動畫工作室選擇拓展組織規模的方式。細田守則表示，「小型的工作室，这是寻求能够以最好的形式制作作品的最佳场所的结果。」。公司人員從草創時期迄今，總計十幾個人員，其中一半是繪圖師。
公司主要透過製作電影長片獲得盈利，細田守在2018年接受採訪時稱道，由於公司每隔3年才拍一部長片，所以3年才有一次收入，沒影片上映的其他兩年都處於零收入狀態。隨著時間推移，地圖工作室開始承接製作短篇商業廣告。逢旗下作品上映的特定年份紀念週年時，也會舉辦諸如紀念音樂會等活動，販售音樂會門票與影音商品。2024年12月下旬宣布製作的《無盡的史嘉蕾特》（日语：果てしなきスカーレット）則是地圖工作室成立以來首度超過3年才正式出品的電影作品。

## 創業時期
細田守和齋藤優一郎尚在MADHOUSE執業時期，因為製作兩者首部合作的動畫電影《跳躍吧！時空少女》，此後開始接續合作創作動畫電影，兩者與製作團隊經歷《跳躍吧！時空少女》（2006年）、《夏日大作戰》（2009年）的製片過程後，由於在製作《夏日大作戰》期間適逢MADHOUSE被收購，加著細田守體認自己雖然與MADHOUSE合作愉快、還獲得MADHOUSE授權盡情發揮，仍希望讓自己擁有更自由、想做自己、更好的環境進行創作，還有顧及在其他製作公司創作，難免會被對方財務或經營狀況左右，自己的作品也可能受影響，認為必須成立個人工作室，才能兼顧確定製作完成作品和保持創作自由，不被任何自己不能操控的狀況左右，後來齋藤優一郎正式離開MADHOUSE，於2011年和細田守創辦地圖工作室:23。
地圖工作室成立後，先前於MADHOUSE製作的《跳躍吧！時空少女》、《夏日大作戰》，也被地圖工作室官方歸類為旗下的相關作品。

## 沿革
2012年，地圖工作室與MADHOUSE合作製作第一部動畫電影《狼的孩子雨和雪》，邀請先前參與《跳躍吧！時空少女》、《夏日大作戰》編劇的奧寺佐渡子再度擔綱電影編劇。電影上映後，在日本國內獲得共42.2億日圓的票房成績，為地圖工作室贏得首座日本電影學院獎最佳動畫片獎（第36屆日本電影學院獎最佳動畫片獎）和其他獎項。
《狼的孩子雨和雪》獲得成功後，法國高蒙電影公司於2013年向地圖工作室提出合作，向國際發表電影作品，雙方於2014年正式建立合作關係。細田守開始在接下來製作電影的過程中兼任導演與編劇。
2015年，地圖工作室製作第二部動畫電影《怪物的孩子》，該片在日本地區的票房共58.5億日圓。此為地圖工作室第二度贏得日本電影學院獎最佳動畫片獎（第39屆日本電影學院獎最佳動畫片獎），亦獲得第39屆金收入獎日本電影部門優秀銀獎、第25屆日本電影影評人大獎動畫部門作品獎等獎項。同年，地圖工作室和日本電視台共同投資，成立了製作電影派生事業的地圖工作室有限責任事業組合。其後KADOKAWA也加入這項有限責任事業組合。與此同時，地圖工作室在日本電視臺商店內開設了「地圖工作室SHOP（日语：スタジオ地図SHOP）」，銷售細田守細田守導演作品的電影商品。
2018年，第三部動畫電影《未來的未來》在日本的票房成績為28.8億日圓，入圍第71屆坎城影展導演雙週，該片不僅為地圖工作室第三度贏得日本電影學院獎最佳動畫片獎（第42屆日本電影學院獎最佳動畫片獎），還贏得安妮獎最佳動畫片獎 (獨立製作)、佛羅里達影評人協會最佳電影獎等獎項，成為首篇入選奧斯卡最佳動畫片獎、非吉卜力工作室出品的動畫電影。該片同時是首部入圍金球獎最佳動畫競賽項目的日本動畫電影作品。
地圖工作室為紀念工作室成立滿10周年，展開地圖工作室10周年相關企劃。同時和不同業界人士跨界合作，製作第四部動畫電影《龍與雀斑公主》，該片在2021年發行，在第74屆坎城影展首映，獲得觀眾起立鼓掌超過14分鐘的熱烈迴響，在日本國內累積的總票房成績為66億日圓，為地圖工作室創始以來的最高票房紀錄。於第45屆日本電影學院獎同時入圍最佳動畫片獎和最優秀音樂獎，最終獲頒最優秀音樂獎，還贏得包含盧卡諾影展2021年新設的首屆獎項「盧卡諾兒童獎」、錫切斯影展最高榮譽獎、第9屆VFX-JAPAN獎在內的其他獎項。此外該片在第49屆安妮獎共計獲得五項提名。
2022年，地圖工作室為慶祝《龍與雀斑公主》上映一週年兼紀念工作室成立滿10週年，邀請東京愛樂樂團、指揮家栗田博文、奧華子、高木正勝、Ann Sally在該年8月14日於東京國際論壇舉辦地圖工作室10週年電影交響音樂會，演出細田守六部電影作品的配樂。同年日裔美國人領袖計劃和日本駐洛杉磯總領事館宣佈邀請包含地圖工作室在內的橫跨音樂、動畫、時尚、娛樂和 Web3 等業者於2023年2月9日出席格萊美博物館的「JX'23」活動。地圖工作室獲得「JX'23」董事會頒發電影文化影響力獎。
2024年，為慶祝《夏日大作戰》上映滿15週年，地圖工作室以「Enjoy！」為主題，排定同年6月30日在東京國際論壇A廳舉辦紀念音樂會。

## 相關人士
創辦人、動畫導演：細田守
創辦人、工作室CEO、製片人：齋藤優一郎
動畫師：青山浩行、山下高明、濱洲英喜、尾崎和孝、濱田高行

## 作品一覽

### 動畫電影
| 年份 | 電影標題             | 導演   | 編劇               | 音樂                                                          | 日本票房   | 全球票房      | 映画.com評分 | Filmarks評分 | 爛番茄評分                   | Metacritic評分      |
| ---- | -------------------- | ------ | ------------------ | ------------------------------------------------------------- | ---------- | ------------- | ------------ | ------------ | ---------------------------- | ------------------- |
| 2006 | 《跳躍吧！時空少女》 | 細田守 | 細田守、奧寺佐渡子 | 吉田潔（電影配樂）、奧華子（主題曲、插曲）                    | 2.6億日元  | 87.3萬美元    | 4.1/5        | 4/5          | 84% （19條評論） 均分6.6/10  | 66/100 （11條評論） |
| 2009 | 《夏日大作戰》       | 細田守 | 細田守、奧寺佐渡子 | 松本晃彥（電影配樂）、山下達郎（主題曲）                      | 16.5億日元 | 1,835.3萬美元 | 3.9/5        | 3.9/5        | 79% （24條評論） 均分7.1/10  | 63/100 （12條評論） |
| 2012 | 《狼的孩子雨和雪》   | 細田守 | 細田守、奧寺佐渡子 | 高木正勝（電影配樂）、安佐里（主題曲）                        | 42.2億日元 | 5,504.5萬美元 | 3.7/5        | 3.7/5        | 95% （19條評論） 均分8.5/10  | 76/100 （8條評論）  |
| 2015 | 《怪物的孩子》       | 細田守 | 細田守             | 高木正勝（電影配樂）                                          | 58.5億日元 | 5,410萬美元   | 3.5/5        | 3.7/5        | 88% （69條評論） 均分7.3/10  | 65/100 （15條評論） |
| 2018 | 《未來的未來》       | 細田守 | 細田守             | 高木正勝（電影配樂）、山下達郎（主題曲、片尾曲）              | 28.8億日元 | 2,986.3萬美元 | 2.4/5        | 3/5          | 91% （85條評論） 均分7.5/10  | 81/100 （18條評論） |
| 2021 | 《龍與雀斑公主》     | 細田守 | 細田守             | 岩崎太整、坂東祐大、Ludvig Forssell、中村佳穗（主題曲、插曲） | 66億日元   | 6,466.7萬美元 | 3.1/5        | 3.5/5        | 95% （128條評論） 均分7.9/10 | 83/100 （31條評論） |

### 商業廣告
- 三得利食品公司 DAKARA（日语：DAKARA） 『GREEN DA・KA・RA』新TV-CM「差し入れ」篇、『GREEN DA・KA・RA×バケモノの子』 （2015年）[49]。

- 三得利食品公司 DAKARA（日语：DAKARA） 『GREEN DA・KA・RA』新TV-CM「午睡篇」、「未來的大家篇」（2018年）

- 明治安田生命保險 （2021年）[50]

- 明治安田生命保險 篇（2022年）[10]

- 明治安田生命保險 篇（2023年）[51]

- 明治安田生命保險  篇（2024年）[52]

- 日本通信教育機構Z会 ( Z-Kai ) 篇（2024年）[註 12]

### 參與 / 協力動畫作品
- 《你想活出怎樣的人生》（宮崎駿執導，吉卜力工作室主導製作）[54]

## 外部連結
- 地圖工作室在動畫新聞網百科全書中的資料（英文）
- 地圖工作室的X（前Twitter） （日語）